# 테포트소틀란

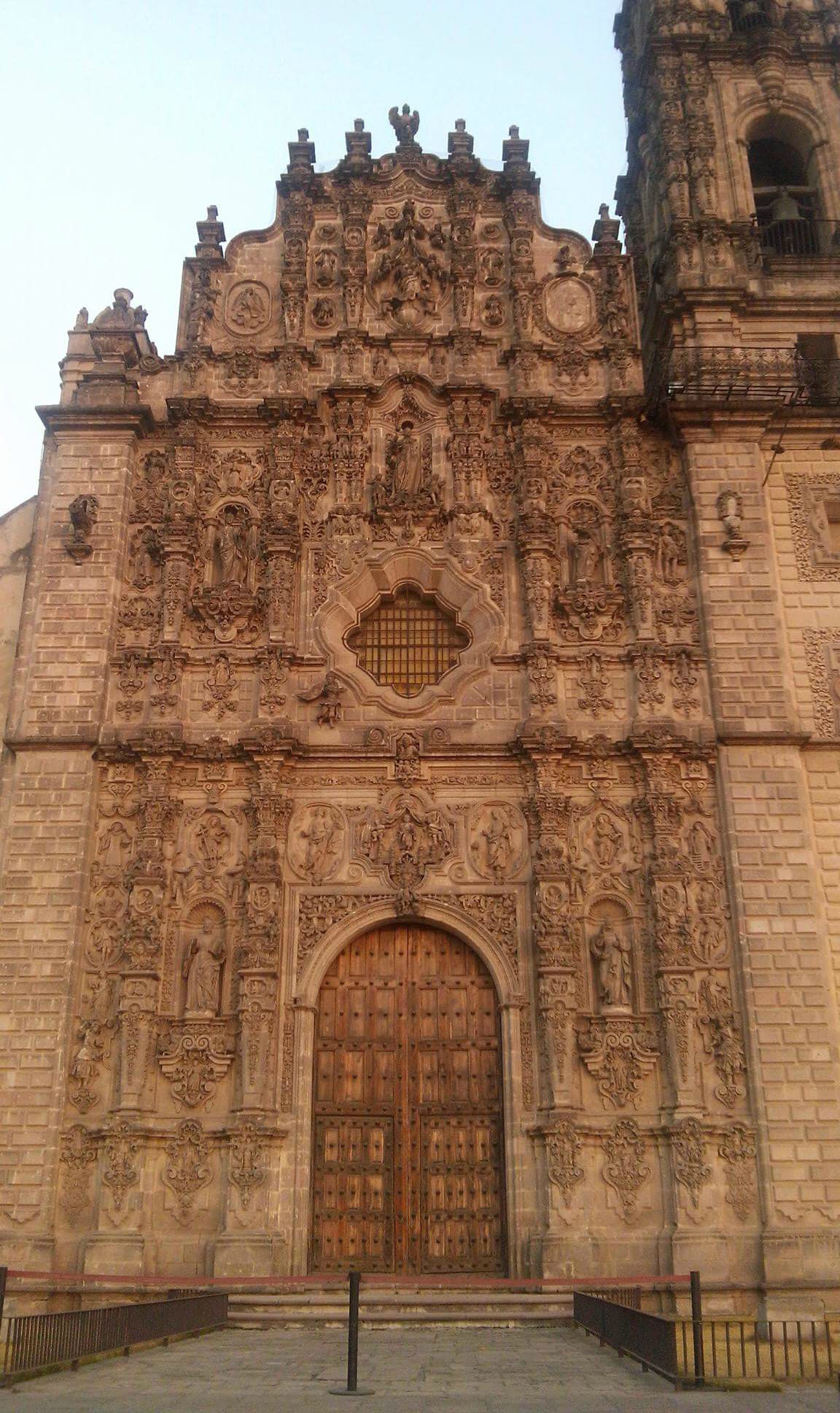
테포트소틀란

테포트소틀란(스페인어: Tepotzotlán)은 멕시코 멕시코주에 위치한 도시로 면적은 208.83km2, 높이는 2,300m, 인구는 67,724명(2005년 기준)이다.